# Лоренс (округ, Миссисипи)
Округ Лоренс (англ. Lawrence County) — округ штата Миссисипи, США. Население округа на 2000 год составляло 13258 человек. Административный центр округа — город Монтиселло.

## История
Округ Ло́ренс основан в 1814 году.

## География
Округ занимает площадь 1116.3 км2.

## Демография
Согласно переписи населения 2000 года, в округе Лоренс проживало 13258 человек (данные Бюро переписи населения США). Плотность населения составляла 11.9 человек на квадратный километр.